# Rencontres humanistes et fraternelles d’Afrique francophone et de Madagascar
Les rencontres humanistes et fraternelles d’Afrique francophone et de Madagascar (Rehfram) sont le rassemblement annuel de la Conférence des puissances maçonniques africaines et malgaches (CPMAM), rassemblant les francs-maçons africains francophones, depuis 1992.

## Historique
Créé à l'initiative de la Grande Loge de France , cette structure est dominée par le Grand Orient de France. La Grande Loge nationale française est ainsi volontairement absente des Rhefram),.
Les Rehfram sont le plus grand rassemblement maçonnique africain, allant jusqu’à réunir, parfois, 700 invités et se tiennent chaque année, en général sur deux jours, chaque fois dans une capitale différente.
En 2018, les 26e rencontres prévues en février à Dakar sont annulées à la suite de pression exercée par des groupes islamiste locaux. L'organisation, tout en déplorant que l’État sénégalais n'ait pas résisté aux pressions des extrémistes, annonce en avril de la même année que les rencontres de 2019 se tiendront au Maroc.

## Rencontres
- Libreville (Gabon), 2010 (thème : « La solidarité maçonnique ») ;
- Kinshasa (République démocratique du Congo), 2013 ;
- Abidjan (Côte d'Ivoire), février 2014 (thème : « Développement et dignité humaine »)[3] ;
- Lomé (Togo), du 6 et 7 février 2015 (23e édition) (thème : « Tomber, ce n’est pas un échec ; l’échec, c’est de rester là où on est tombé. »)[3] ;
- Douala (Cameroun), février 2016 (thème : « Face à la montée de l’intolérance et de la violence, franc-maçonnes et francs-maçons d’Afrique et de Madagascar, quels sont nos devoirs envers notre continent ? »)[5] ;
- Antananarivo (Madagascar), 3 et 4 février 2017 ;
- Dakar (Sénégal) : annulée[4] .